# Communauté de communes Corbières Salanque Méditerranée
Die Communauté de communes Corbières Salanque Méditerranée ist ein französischer Gemeindeverband mit der Rechtsform einer Communauté de communes in den Départements Pyrénées-Orientales und Aude der Region Okzitanien. Sie wurde am 8. Dezember 2016 gegründet und umfasst 21 Gemeinden. Der Verwaltungssitz befindet sich im Ort Claira. Die Besonderheit liegt in der Département-übergreifenden Strukturierung der Gemeinden.

## Historische Entwicklung
Der Gemeindeverband entstand mit Wirkung vom 1. Januar 2017 durch die Fusion der Vorgängerorganisationen
- Communauté de communes Salanque Méditerranée und
- Communauté de communes des Corbières.

Außerdem schlossen sich zwei Gemeinden aus der Communauté d’agglomération Le Grand Narbonne dem hiesigen Verband an.

## Mitgliedsgemeinden
| Gemeinde                                               | Einwohner 1. Januar 2022 | Fläche km² | Dichte Einw./km² | Code INSEE | Postleitzahl | Département         |
| ------------------------------------------------------ | ------------------------ | ---------- | ---------------- | ---------- | ------------ | ------------------- |
| Claira                                                 | 4.801                    | 19,34      | 248              | 66050      | 66530        | Pyrénées-Orientales |
| Cucugnan                                               | 121                      | 15,33      | 8                | 11113      | 11350        | Aude                |
| Duilhac-sous-Peyrepertuse                              | 145                      | 21,09      | 7                | 11123      | 11350        | Aude                |
| Durban-Corbières                                       | 644                      | 25,90      | 25               | 11124      | 11360        | Aude                |
| Embres-et-Castelmaure                                  | 158                      | 32,20      | 5                | 11125      | 11360        | Aude                |
| Feuilla                                                | 107                      | 24,12      | 4                | 11143      | 11510        | Aude                |
| Fitou                                                  | 1.147                    | 30,25      | 38               | 11144      | 11510        | Aude                |
| Fontjoncouse                                           | 139                      | 27,35      | 5                | 11152      | 11360        | Aude                |
| Fraissé-des-Corbières                                  | 221                      | 19,10      | 12               | 11157      | 11360        | Aude                |
| Maisons                                                | 52                       | 12,15      | 4                | 11213      | 11330        | Aude                |
| Montgaillard                                           | 37                       | 16,72      | 2                | 11245      | 11330        | Aude                |
| Padern                                                 | 142                      | 29,79      | 5                | 11270      | 11350        | Aude                |
| Paziols                                                | 528                      | 28,02      | 19               | 11276      | 11350        | Aude                |
| Pia                                                    | 11.174                   | 13,18      | 848              | 66141      | 66380        | Pyrénées-Orientales |
| Rouffiac-des-Corbières                                 | 71                       | 16,04      | 4                | 11326      | 11350        | Aude                |
| Saint-Jean-de-Barrou                                   | 269                      | 7,61       | 35               | 11345      | 11360        | Aude                |
| Salses-le-Château                                      | 3.888                    | 71,28      | 55               | 66190      | 66600        | Pyrénées-Orientales |
| Soulatgé                                               | 130                      | 24,16      | 5                | 11384      | 11350        | Aude                |
| Tuchan                                                 | 790                      | 59,52      | 13               | 11401      | 11350        | Aude                |
| Villeneuve-les-Corbières                               | 252                      | 24,31      | 10               | 11431      | 11360        | Aude                |
| Villesèque-des-Corbières                               | 379                      | 31,69      | 12               | 11436      | 11360        | Aude                |
| Communauté de communes Corbières Salanque Méditerranée | 25.195                   | 549,15     | 46               | –          | –            | –                   |